# Musikjahr 1886
Liste der Musikjahre

◄◄ | ◄ | 1882 | 1883 | 1884 | 1885 | Musikjahr 1886 | 1887 | 1888 | 1889 | 1890 | ► | ►►

Weitere Ereignisse
Dieser Artikel behandelt das Musikjahr 1886.

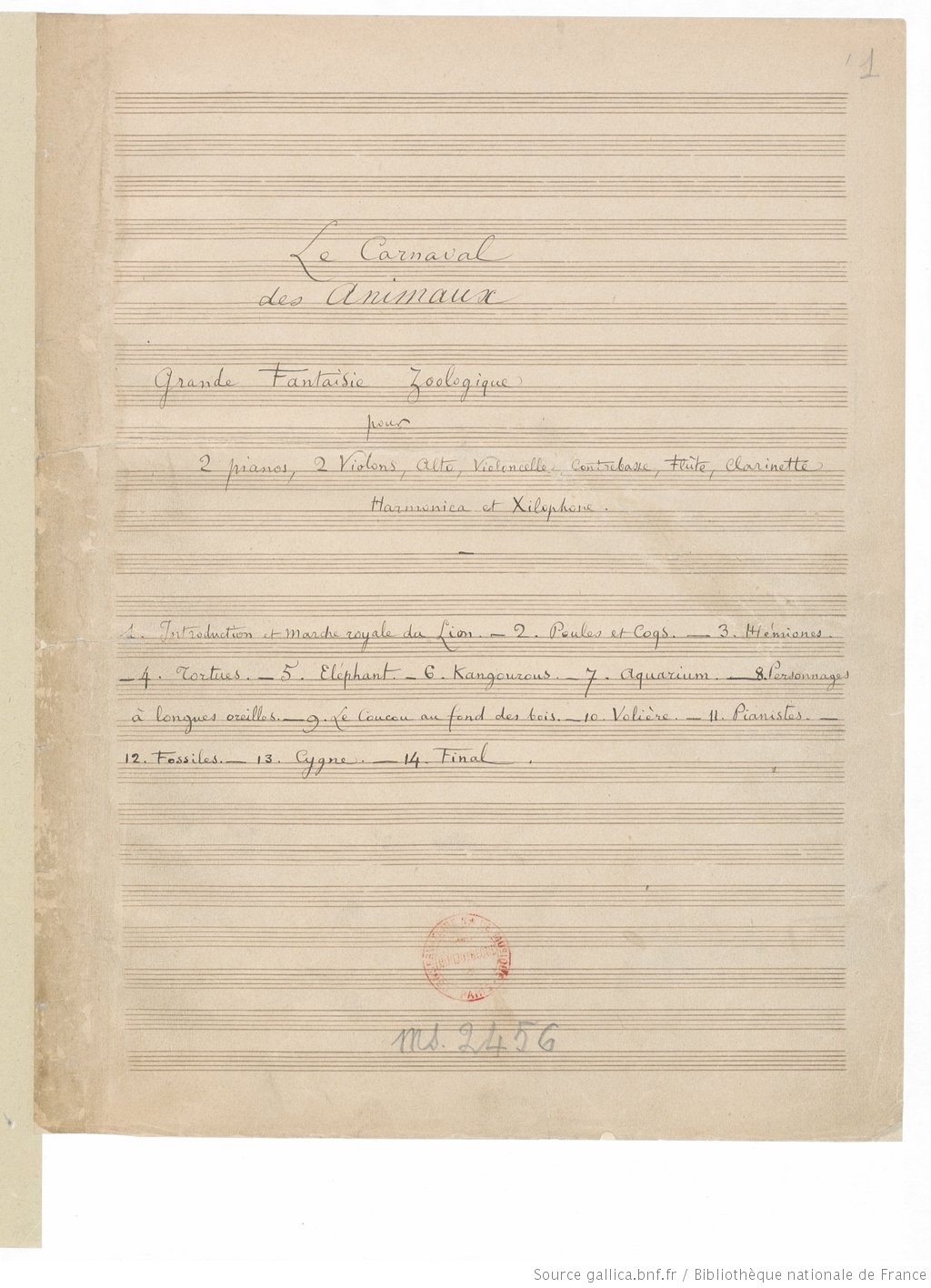
Camille Saint-Saëns – Der Karneval der Tiere – Manuskriptseite

## Ereignisse
- 17. Januar: Die Wiener Philharmoniker unter Hans Richter führen das erste Mal in Wien die Sinfonie Nr. 4 in e-Moll op. 98 von Johannes Brahms auf.
- 30. November: In Paris stellt das Etablissement Les Folies Bergère seine erste Revue auf die Beine.

### Instrumentalmusik
- Johann Strauss (Sohn): Husaren-Polka op: 421, Zigeunerbaron-Quadrille op: 422, Wiener Frauen (Walzer) op. 423; Adelen-Walzer op. 424; An der Wolga (Polka-Mazurka) op. 425; Russischer Marsch op. 426
- Antonín Dvořák: Die Heilige Ludmilla, Oratorium für Soli, Chor und Orchester op. 71; Slawische Tänze op. 72; Im Volkston op. 73, 4 Lieder für Singstimme und Klavier
- Camille Saint-Saëns: 3. Sinfonie C-Moll, op. 78; Der Karneval der Tiere (Le Carnaval des animaux), Uraufführung 9. März
- Pjotr Iljitsch Tschaikowski: Manfred-Sinfonie op. 58; Dumka, ukrainische Dorfszene c-Moll op. 59; Zwölf Romanzen op. 60; Musik zum Schauspiel Der Wojewode von Ostrowski
- Charles-Marie Widor: Maitre Ambros – Suite d’orchestre op. 56;
- Johannes Brahms:  Violinsonate Nr. 2 A-Dur op. 100;

### Vokalmusik
- 25. März: Uraufführung der Motette Ave Regina caelorum, WAB 8, von Anton Bruckner im Stift Klosterneuburg am Fest der Verkündigung.

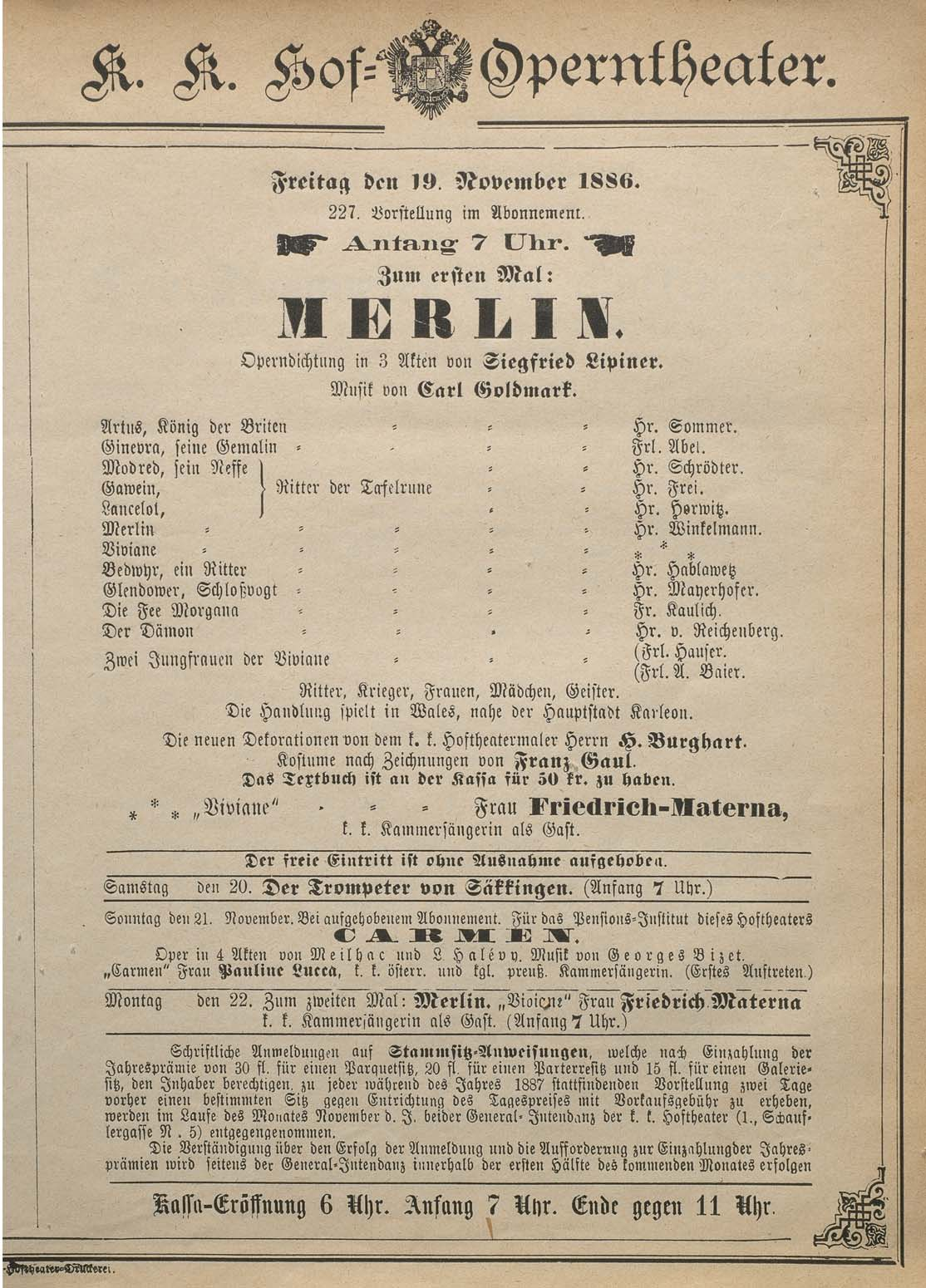
Karl Goldmark – Merlin – Programmzettel zur Uraufführung

### Musiktheater
- 20. Februar: Die Uraufführung der Oper Urvasi von Wilhelm Kienzl erfolgt in Dresden.
- 21. Februar: Fast fünf Jahre nach dem Tod von Modest Petrowitsch Mussorgski wird seine Oper Chowanschtschina in der von der Zensurbehörde deutlich gekürzten Fassung von Nikolai Andrejewitsch Rimski-Korsakow im privaten Rahmen im Musikdramatischen Klub in Sankt Petersburg uraufgeführt.
- 27. Februar: Das Drama Edmea von Alfredo Catalani wird am Teatro alla Scala di Milano in Mailand uraufgeführt.
- 25. Juli: Tristan und Isolde wird bei den Bayreuther Festspielen erstmals aufgeführt.
- 02. Oktober: Die Uraufführung der Operette Lorraine von Rudolf Dellinger findet am Carl Schultze Theater in Hamburg statt.
- 09. Oktober: Uraufführung der Operette Der Vice-Admiral von Carl Millöcker im Theater an der Wien in Wien.
- 30. Oktober: Uraufführung der Operette Der Vagabund von Carl Zeller im Carltheater in Wien
- 19. November: An der Hofoper in Wien erfolgt die Uraufführung der Oper Merlin von Karl Goldmark.
- 19. November: In Dessau erfolgt die Uraufführung der Oper Die Hochzeit des Mönchs von August Klughardt.

Weitere Uraufführungen
- Arthur Sullivan: The Golden Legend (Oratorium)
- Richard Genée: Die Piraten (Operette)
- Richard Heuberger: Die Abenteuer einer Neujahrsnacht (Oper)
- Adolf Müller junior: Die Reise in die Schweiz (musikalische Posse); Der Hofnarr (Operette)

## Ansichten

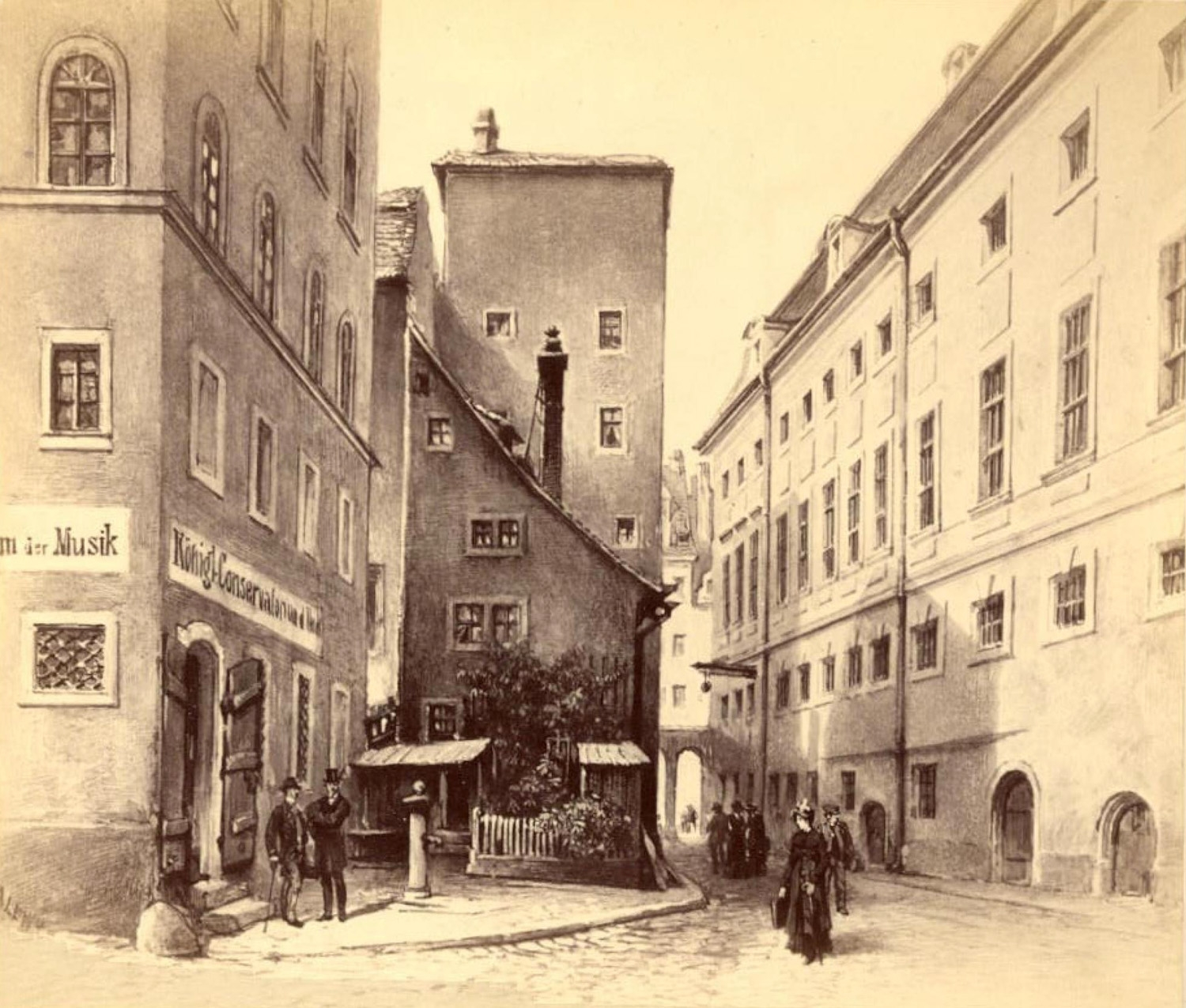
Das alte Conservatorium der Musik im Hofe des Gewandhauses in Leipzig, nach einem Aquarell von Anton Lewy 1886

## Geboren

### Januar bis Juni
- 07. Januar: Hans Grimm, deutscher Komponist († 1965)
- 09. Januar: Paul Aron, deutsch Pianist, Komponist, Regisseur, Dirigent, Veranstalter, Pädagoge und Übersetzer († 1955)
- 10. Januar: Leopold Binental, polnischer Musikwissenschaftler und -pädagoge († 1944)
- 19. Januar: Sawai Gandharva, indischer Sänger, Schauspieler und Musikpädagoge († 1952)
- 20. Januar: Ejnar Eklöf, schwedischer Organist, Komponist und Gesangslehrer († 1954)
- 22. Januar: John J. Becker, US-amerikanischer Komponist († 1961)
- 24. Januar: Erna Alberty, deutsche Schauspielerin und Sängerin († 1952)

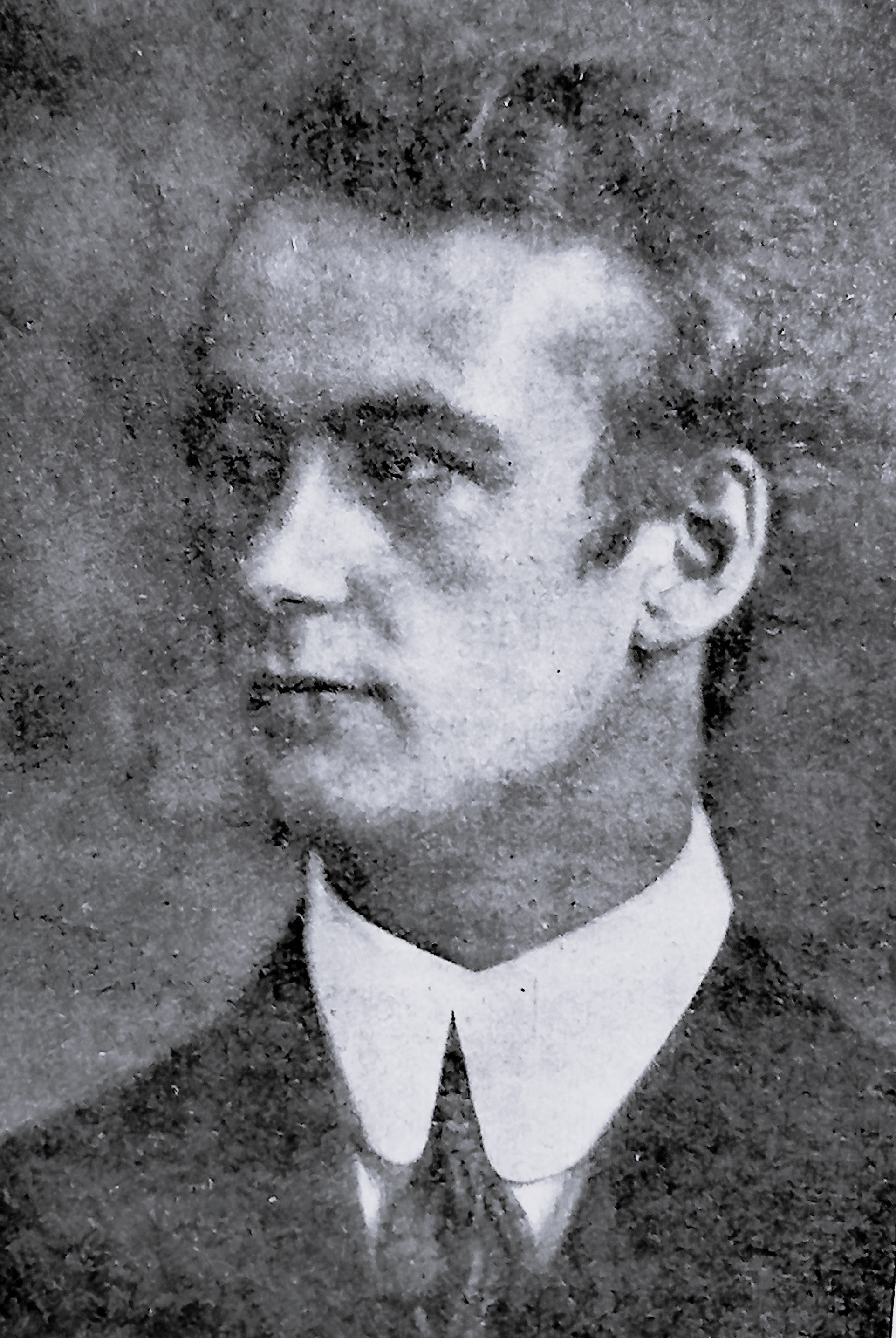
Wilhelm Furtwängler; * 25. Januar

- 25. Januar: Wilhelm Furtwängler, deutscher Dirigent und Komponist († 1954)
- 27. Januar: Edwin Olin Downes, US-amerikanischer Musikwissenschaftler, Musikkritiker und Musikschriftsteller († 1955)
- 07. Februar: Albert Jeanneret, Schweizer Musiker, Komponist und Violinist († 1973)
- 11. Februar: Konrad Scherber, deutscher Komponist († 1943)
- 16. Februar: Willy Dietrich, deutscher Schauspieler und Theaterintendant († 1955)
- 17. Februar: Genaro Espósito, argentinischer Bandoneonist, Gitarrist, Pianist, Komponist und Bandleader († 1944)
- 19. Februar: George Foote, US-amerikanischer Komponist († 1956)
- 23. Februar: John Marie François Abbey, französischer Orgelbauer († 1931)
- 28. Februar: Antonio Scatasso, argentinischer Bandoneonist, Bandleader und Tangokomponist († 1956)
- 03. März: R. O. Morris, englischer Komponist und Musikpädagoge († 1948)
- 10. März: Alfons Schlögl, österreichischer Komponist, Organist und Musikpädagoge († 1926)
- 13. März: Henri Gagnebin, schweizerischer Komponist († 1977)
- 18. März: H. Maurice Jacquet, französischer Komponist und Dirigent († 1954)

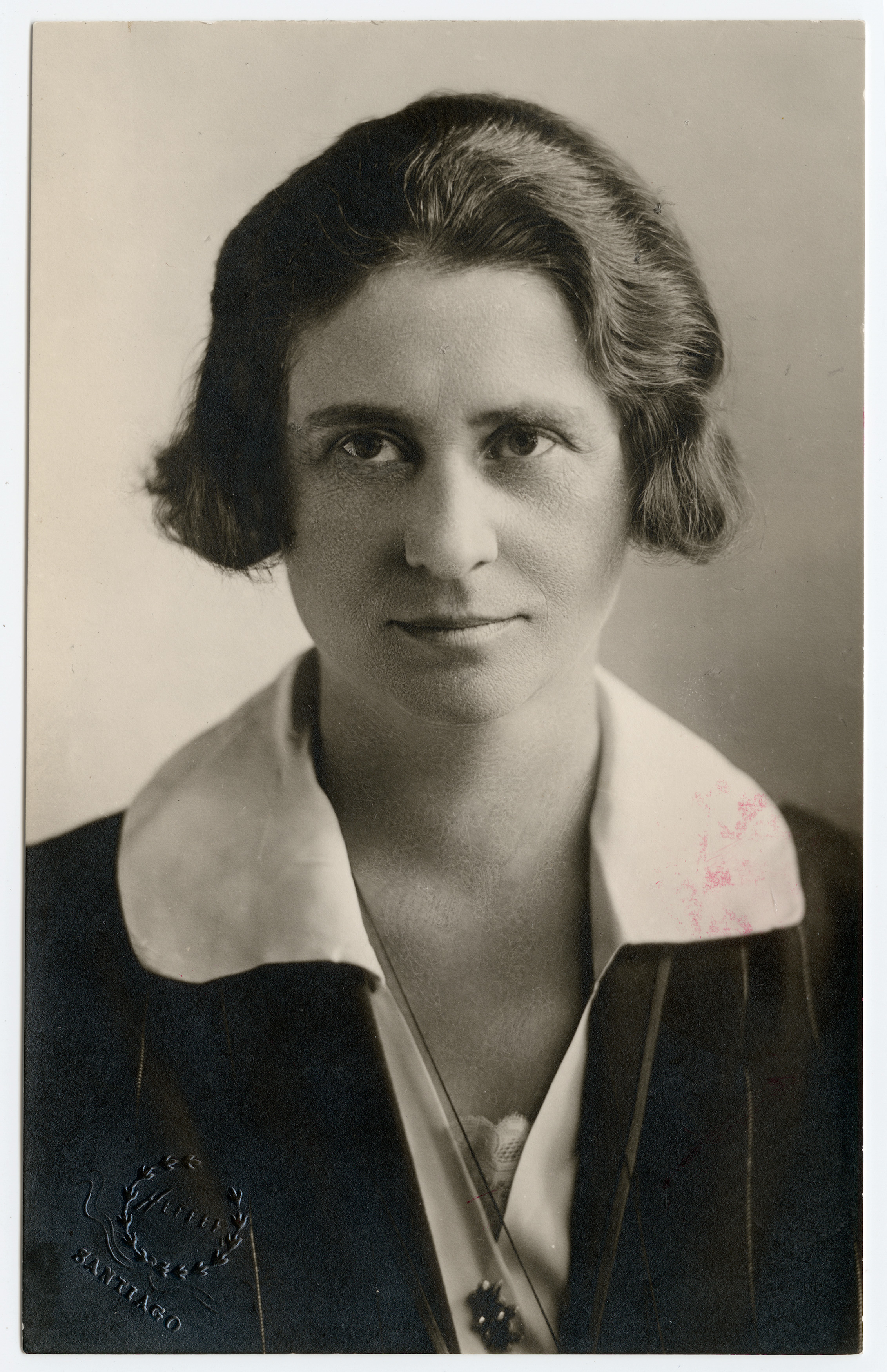
Suzanne Ferrière; * 22. März

- 22. März: Suzanne Ferrière, Schweizer Musikpädagogin und humanitäre Aktivistin († 1970)
- 24. März: Vladimír Helfert, tschechischer Musikwissenschaftler, Pädagoge und Dirigent († 1945)
- 28. März: Katharine Parker, australische Pianistin und Komponistin († 1971)
- 29. März: Gustaf Bengtsson, schwedischer Komponist († 1965)
- 07. April: Emilio Pujol, spanischer Gitarrist und Komponist († 1980)
- 08. April: Dimitrios Levidis, griechischer Komponist († 1951)
- 08. April: Jānis Vītoliņš, lettischer Komponist († 1955)
- 09. April: Otto Wissig, deutscher evangelischer Kirchenmusiker und Organist († 1970)
- 11. April: Giuseppe Blanc, italienischer Komponist († 1969)
- 12. April: Christian Lahusen, deutscher Komponist († 1975)
- 13. April: Ethel Leginska, englische Pianistin, Dirigentin und Komponistin († 1970)
- 24. April: Mabel Garrison, US-amerikanische Sängerin († 1963)

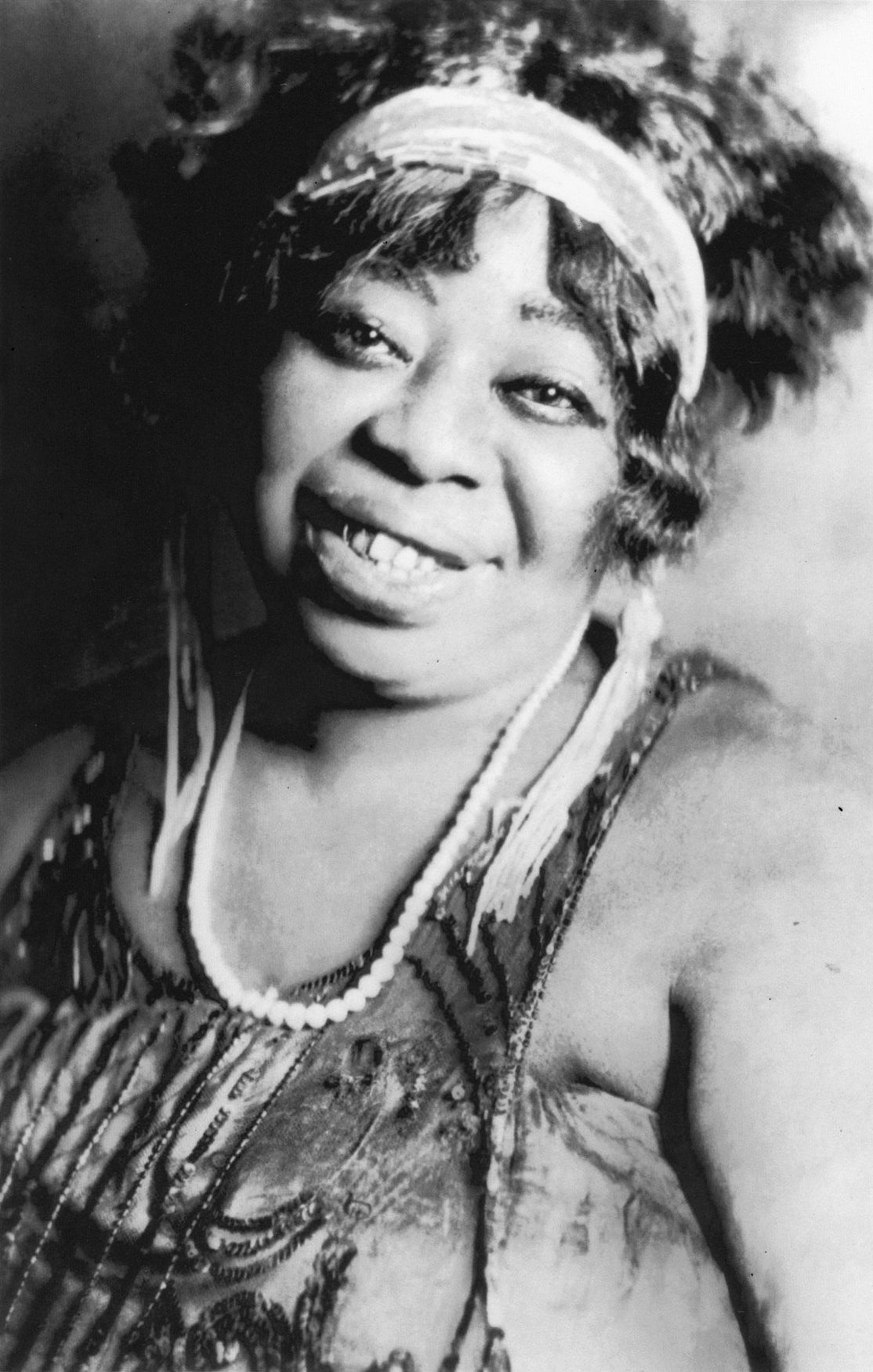
Ma Rainey; * 26. April

- 26. April: Ma Rainey, US-amerikanische Bluessängerin († 1939)
- 03. Mai: Marcel Dupré, französischer Komponist, Organist, Musiktheoretiker und Verleger († 1971)
- 08. Mai: Eli Kochański, polnischer Cellist und Musikpädagoge († 1940)
- 12. Mai: Hermann Grabner, österreichischer Komponist († 1969)
- 13. Mai: Joseph Achron, polnischer Violinist und Komponist († 1943)
- 19. Mai: Joseph E. Schuëcker, österreichischer Harfenist und Musikpädagoge († 1938)
- 24. Mai: Paul Paray, französischer Dirigent und Komponist († 1979)
- 26. Mai: Alice Barnett, amerikanische Komponistin und Musikpädagogin († 1975)

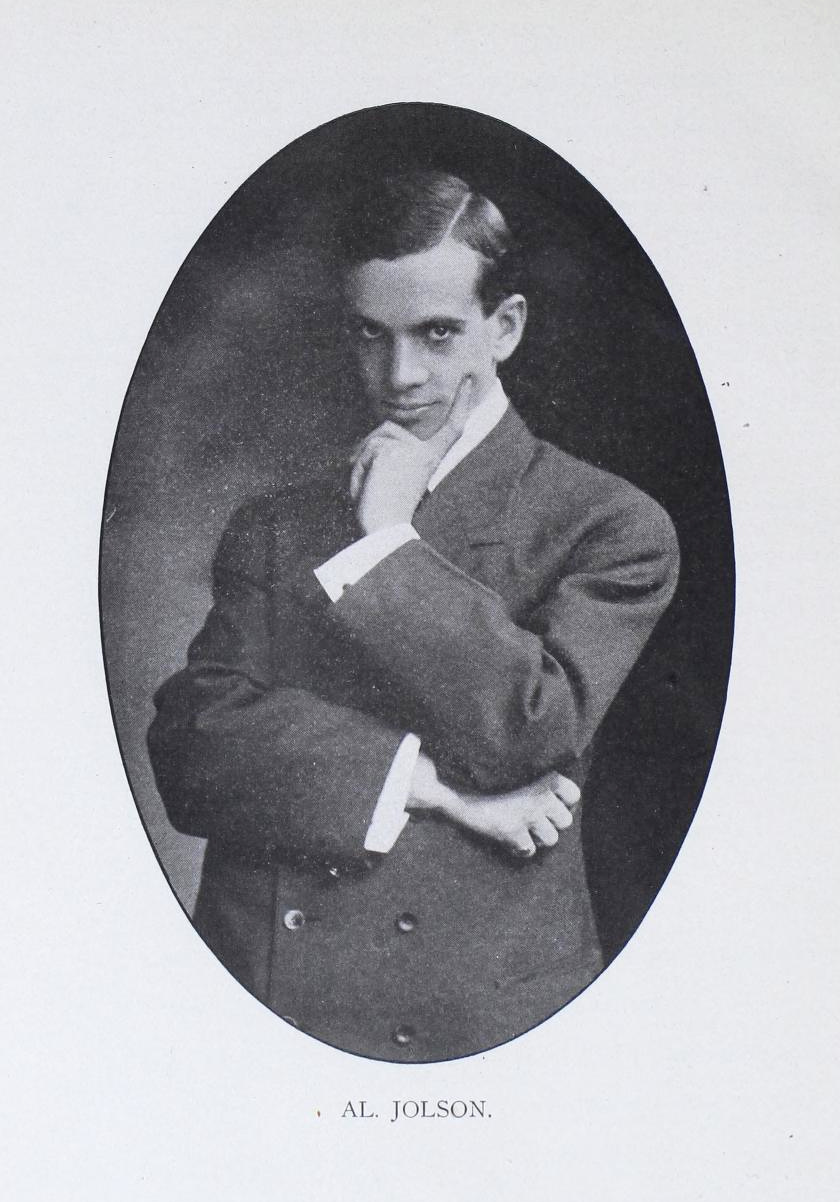
Al Jolson; * 26. Mai

- 26. Mai: Al Jolson, US-amerikanischer Sänger und Entertainer († 1950)
- 01. Juni: Gunnar Graarud, norwegischer Opernsänger († 1960)
- 08. Juni: Robert Fischer, deutscher Lehrer, Schul- und Chorleiter, Autor, Komponist und Politiker († 1969)
- 08. Juni: Albertine Morin-Labrecque, kanadische Komponistin, Pianistin und Musikpädagogin († 1957)
- 09. Juni: Kosaku Yamada, japanischer Komponist († 1965)
- 12. Juni: E. Ray Goetz, US-amerikanischer Songwriter, Produzent, Drehbuchautor und Schauspieler († 1954)
- 16. Juni: Ernst Ströer, sudetendeutscher Lehrer und Herausgeber († unbekannt)
- 18. Juni: Dirk Fock, niederländischer Dirigent und Komponist († 1973)
- 23. Juni: Jean Déré, französischer Komponist und Musikpädagoge († 1970)
- 29. Juni: Ada Sari, polnische Opernsängerin († 1968)
- 29. Juni: George Frederick Boyle, australischer Komponist († 1948)

### Juli bis Dezember
- 01. Juli: Ferdinand Molzer der Jüngere, österreichischer Drehorgelbauer und Orgelbauer († 1970)
- 04. Juli: Anna Michailowna Astachowa, russische bzw. sowjetische Historikerin, Folkloristin und Hochschullehrerin († 1971)
- 11. Juli: Emil Graf, deutscher Kammersänger († 1958)
- 22. Juli: Nino Cattozzo, italienischer Komponist († 1961)
- 27. Juli: Friedrich Schwarz, deutscher Kabarettist, Damenimitator und Stimmungssänger († 1943)
- 05. August: Carlo Giorgio Garofalo, italienischer Komponist und Organist († 1962)
- 08. August: Pietro Yon, italienisch-amerikanischer Organist und Komponist († 1943)
- 11. August: Kurt Adami, deutscher Komponist, Chorleiter und Musikpädagoge († unbekannt)
- 24. August: Earl Johnson, US-amerikanischer Country-Musiker († 1965)
- 25. August: Erich Liebermann-Roßwiese, deutscher Pianist, Komponist und Librettist († 1942)
- 27. August: Rebecca Clarke, englische Komponistin und Bratschistin († 1979)
- 31. August: Jan Heřman, tschechischer Pianist und Musikpädagoge († 1946)
- 01. September: Othmar Schoeck, Schweizer Komponist und Dirigent († 1957)
- 16. September: José Delaquerrière, kanadischer Sänger, Komponist und Musikpädagoge († 1978)
- 25. September: Émile Lamarre, kanadischer Sänger († 1963)
- 06. Oktober: Edwin Fischer, Schweizer Pianist († 1960)
- 06. Oktober: Fritz Theil, deutscher Kapellmeister, Dirigent und Komponist († 1972)
- 10. Oktober: Rafael Adam i Baiges, spanisch-katalanischer Komponist († 1952)
- 12. Oktober: Wanda Achsel, deutsche Opernsängerin († 1977)
- 12. Oktober: Albert Chamberland, kanadischer Violinist und Komponist († 1975)
- 24. Oktober: Bogia Horska, böhmisch-österreichische Schauspielerin bei Bühne und Stummfilm († 1974)

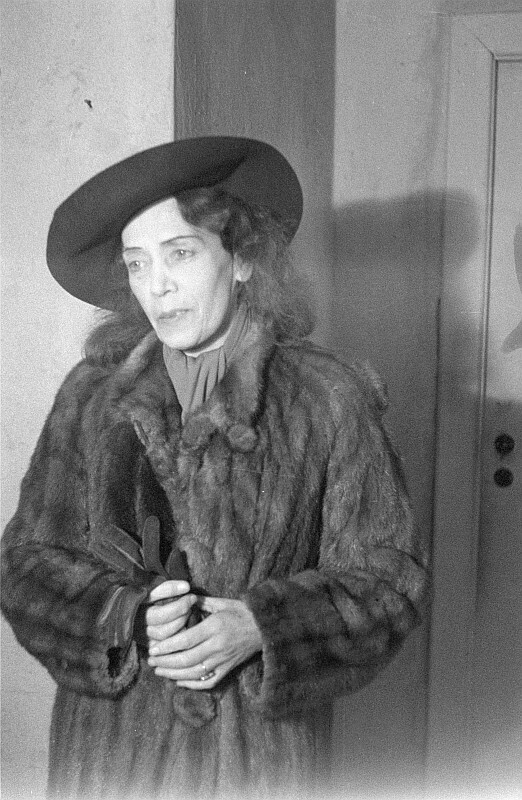
Mary Wigman; * 13. November

- 25. Oktober: Nikola Atanassow, bulgarischer Komponist und Musikpädagoge († 1969)
- 05. November: Else Berna, deutsche Sängerin und Schauspielerin († 1935)
- 13. November: Mary Wigman, deutsche Tänzerin, Choreografin und Tanzpädagogin († 1973)
- 15. November: Franz Felix, österreichischer Opernsänger, Theaterregisseur und Theaterleiter († 1963)
- 15. November: Pedro Sanjuán, spanischer Komponist und Dirigent († 1976)
- 26. November: Hermann Richard Hansen, deutscher Marinesoldat und Musiker († 1927)
- 16. Dezember: Joseph-Élie Savaria, kanadischer Organist und Musikpädagoge († 1973)
- 20. Dezember: Celestino Piaggio, argentinischer Komponist, Pianist und Dirigent († 1931)

### Genaues Geburtsdatum unbekannt
- José Gil, argentinischer Komponist und Musikpädagoge († 1947)
- Morton Harvey, US-amerikanischer Vaudeville-Künstler und Sänger († 1961)
- Riccardo Malipiero, italienischer Cellist und Musikpädagoge († 1975)
- Wilhelm Nichterlein, deutscher Konzertpianist, Organist und Kirchenmusikdirektor († 1947)
- Edward Royce, US-amerikanischer Komponist und Musikpädagoge († 1963)
- George Lawrence Stone, US-amerikanischer Schlagzeuger und Schlagzeuglehrer († 1967)

## Gestorben
- 18. Januar: Louis Münkel, deutscher Lehrer, Kantor und Schriftsteller (* 1810)
- 20. Januar: Ernst Methfessel, deutscher Komponist (* 1811)
- 22. Januar: August Wilhelm Theodor Adam, deutscher Musikdirektor (* 1833)
- 22. Januar: Johann Deutschmann, österreichischer Orgelbauer (* 1826)
- 30. Januar: Gustave Chouquet, französischer Musikwissenschaftler (* 1819)
- 17. Februar: Josef Sies, österreichischer Orgelbauer (* 1818)

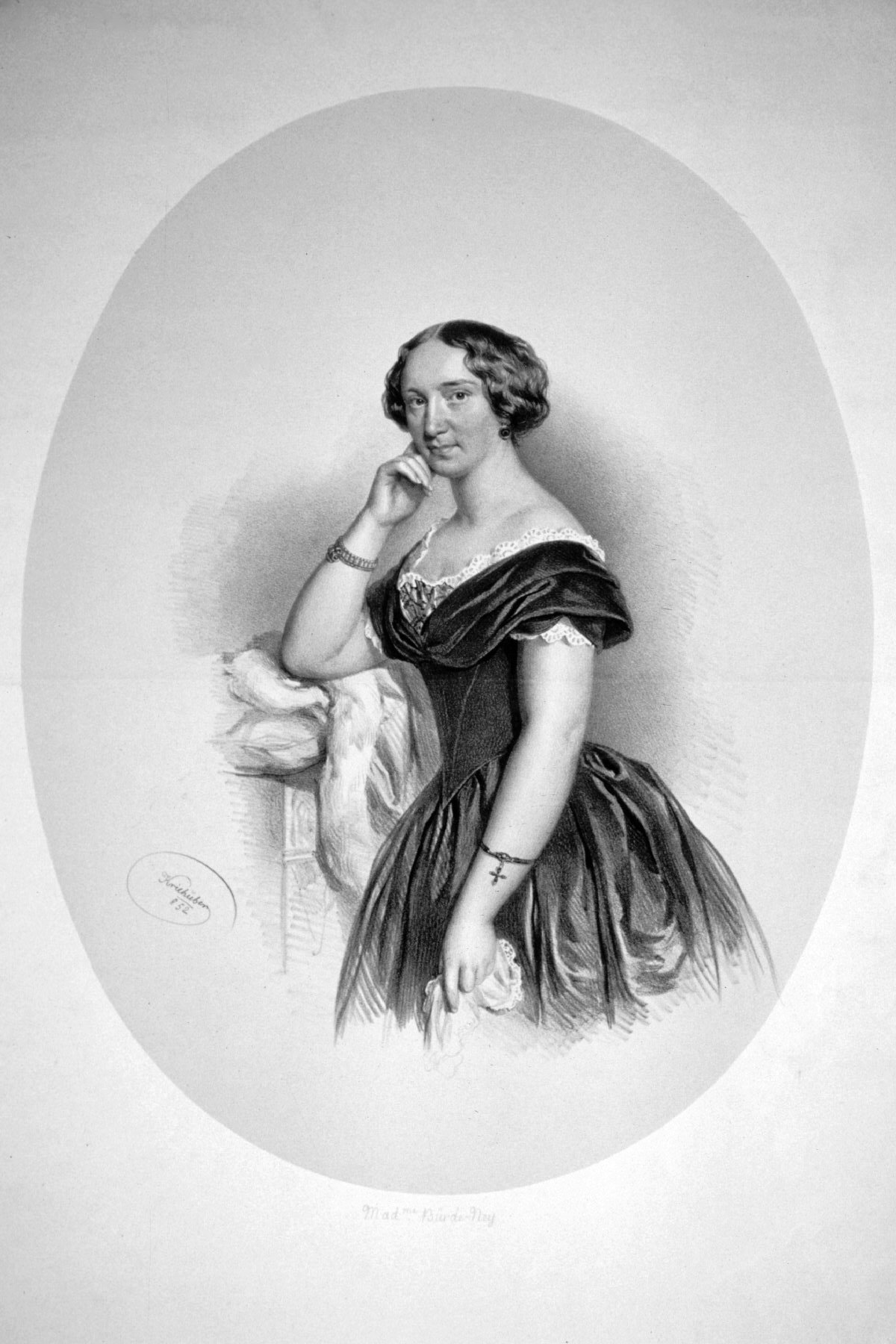
Jenny Bürde-Ney; † 7. Mai

- 27. Februar: Angelo Panzini, italienischer Komponist und Musikpädagoge (* 1820)
- 18. März: Christian Felix Ackens, deutscher Chorleiter, Komponist und Funktionär (* 1816)
- 06. April: Théodore Ritter, französischer Pianist und Komponist (* 1840)
- 13. April: Károly Thern, ungarischer Komponist (* 1817)
- 17. April: Wigand Oppel, deutscher Organist und Musikpädagoge (* 1822)
- 07. Mai: Jenny Bürde-Ney, deutsche Sängerin (* 1824)
- 26. Mai: Charles Louis Napoléon d’Albert, französischer Ballettkomponist und Ballettmeister (* 1809)
- 22. Juli: Emil Scaria, österreichischer Opernsänger (* 1840)

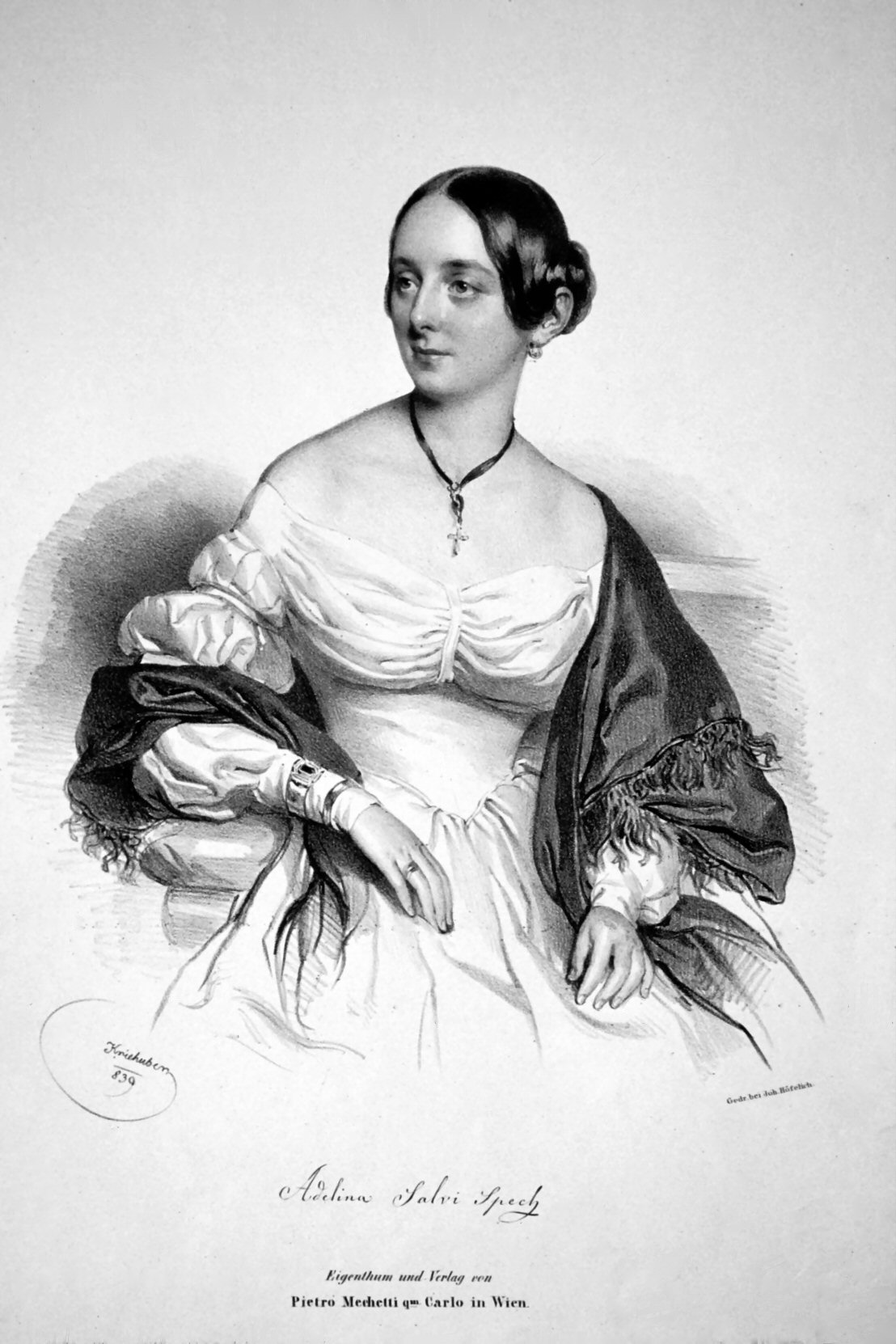
Adelina Spech-Salvi; † 12. August

- 31. Juli: Franz Liszt, österreichisch-ungarischer Pianist und Komponist (* 1811)
- 05. August: Felipe Larios, mexikanischer Musiker, Musikpädagoge, Dirigent und Komponist (* 1813 oder 1817)
- 10. August: Eduard Grell, deutscher Komponist und Organist (* 1800)
- 12. August: Adelina Spech-Salvi, italienische Opernsängerin (* 1811)
- 18. August: Agustín Caballero, mexikanischer Musikpädagoge (* 1815)
- 23. August: Félix-Étienne Ledent, belgischer Pianist, Komponist und Musikpädagoge (* 1816)
- 14. September: Hubert Ries, deutscher Violinspieler und Komponist (* 1802)
- 15. September: Hugo Schwantzer, deutscher Organist, Komponist und Hochschullehrer (* 1829)
- 10. November: Filipina Brzezińska, polnische Komponistin und Pianistin (* 1800)
- 17. November: Louis Schlösser, deutscher Komponist und Konzertvirtuose (* 1800)
- 17. Dezember: Edmund Chipp, britischer Organist und Komponist (* 1823)